# Réseau Hilaire-Wheelwright
Le réseau Hilaire-WHEELWRIGHT fut un des réseaux de Résistance créés en France par la section F du Special Operations Executive, pendant la Seconde Guerre mondiale.

## Autres appellations
- HILAIRE : c'est le nom de guerre de George Starr. C'est sous ce nom d'HILAIRE que le réseau est enregistré aux archives du SHD, Vincennes.
- WHEELWRIGHT : c'est le nom de code opérationnel de George Starr, nom utilisé par la RAF. WHEELWRIGHT veut dire CHARRON en français.
- HILAIRE-BUCKMASTER : le nom Buckmaster est celui du chef de la section F à Londres.

## Missions
En juillet 1940, le premier Ministre Winston Churchill, pour organiser des opérations subversives dans les pays occupés, crée le SOE (Special Operations Executive), un nouveau service secret britannique destiné à assurer les missions de type « action » telles que parachutages d’armes, de munitions et de matériel, sabotages, recrutement et instruction de groupes de choc, armement et encadrement des résistants. Dans ce cadre, le réseau Hilaire-WHEELWRIGHT est l'un des quelque 95 réseaux formés par la section F, section indépendante de la France Libre, et ayant agi en France entre mai 1941 et la Libération. Sa zone géographique est la région de Toulouse.

## Période d'activité
- Durée : 22 mois.
- Début : 14 novembre 1942, date de l'arrivée de George Starr à Agen.
- Fin : 16 septembre 1944, date de la visite du général de Gaulle à Toulouse, après la libération de la ville.

## Protagonistes

### Responsables
L'essentiel de l'équipe de direction du réseau était constituée d'officiers venant d'Angleterre :
- George Starr, alias « Hilaire »-WHEELWRIGHT : chef du réseau (organisateur), arrivé à Agen le 14 novembre 1942.
- Anne-Marie Walters « Colette »-MILKMAID, courrier, du 4 janvier 1944 au 31 juillet 1944.
- Yvonne Cormeau, alias « Annette »-FAIRY, opérateur radio, à partir du 23 août 1943.
- George Hiller, alias « Maxime » agent du SOE, chef du réseau Wheelwright.
- Denis Parsons, alias « Pierrot »-FISHERMAN, à partir du 11 avril 1944, second opérateur radio.
- Charles Duchalard « Denis », premier instructeur-saboteur du 11 avril 1943 jusqu'en octobre 1943.
- Claude Arnault, alias « Néron »-HAIRDRESSER, instructeur-saboteur, à partir du 4 janvier 1944.

Elle comprenait également plusieurs Français recrutés sur place :
- Maurice Rouneau, jusqu'au 26 octobre 1943, ancien fondateur du réseau local VICTOIRE et futur chef du réseau Buckmaster Adolphe-RACKETEER en Bretagne.
- Jeanne Robert-Delattre, jusqu'au 26 octobre 1943.
- Philippe de Gunzbourg, alias « Philibert » puis « Edgar », réchappé du réseau Buckmaster Eugène-PRUNUS démantelé le 12 avril 1943 ; second de George Starr pour le secteur nord (Dordogne-sud).
- Antoine Merchez, chef du secteur Lot-et-Garonne à Agen.
- Théodore Lévy, alias Théo, chef du secteur centre (Gers-nord et Landes-est).
- Roland Mazencal, alias Roger, Castex, chef du secteur sud (Pyrénées).
- Marguerite Merchez « Marie », courrier à partir du 31 juillet 1944, après le départ d'Anne-Marie Walters.
- Pierrette Vincelot "Fernande" agent permanent P1 du 1er septembre 1943 au 30 septembre 1944

À partir du débarquement en Normandie du 6 juin 1944, le bataillon de l'Armagnac nom officiel donné par les MUR a mené les actions de guérilla ouverte déclenchées par les alliés. Constitué à partir de mi-septembre 1943, en relation avec Hilaire pour ses fournitures d'armes à partir du 15 avril 1944 (le bataillon fut équipé grâce à 30 des 147 parachutages destinés au réseau), ce bataillon était conduit par :
- Capitaine Maurice Parisot, chef du bataillon, assisté de :
- Henri Monnet, capitaine de réserve ;
- Gérard Paulin  Sanfourche lieutenant colonel de l'armée de l'air[1]
- Maurice Moreau, militaire de carrière.

A noter qu'en en 1954, un premier monument avait été édifié sur la place du village de Panjas en souvenir d’un rassemblement du bataillon qui avait eu lieu en juin 1944. En 1965, un autre monument dédié aux morts du Bataillon de l’Armagnac, a été élevé à Panjas.

### Agents

#### Quelques noms
- Robert Darniche, responsable du secteurMontségur (Gironde). Arrêté le 3 août 1944, torturé et tué au fort du Hâ (Bordeaux).
- Max Lafaye, agent P1, responsable secteur Couze-et-Saint-Front (Dordogne). Arrêté le 19 décembre 1943 et déporté à Buchenwald et Camp de concentration de Dora.

#### Statistiques
Le réseau Hilaire a compté 1055 agents : 135 agents P2, 849 agents P1 et 71 agents O.

## Secteur géographique
L'état-major du réseau se situe dans le Gers, à Castelnau-sur-l'Auvignon, jusqu'au 21 juin 1944.
L'activité du réseau couvre, dans la zone sud, les départements suivants : Hautes-Pyrénées, Landes-est, Gironde-est, Gers, Lot-et-Garonne, Dordogne-sud

## Réalisations

### Sabotages
[À renseigner]

### Parachutages
Le réseau organisa 147 parachutages. Le tableau suivant en donne le détail :
| Année | Mois      | Opérations | Containers | Paquets |
| ----- | --------- | ---------- | ---------- | ------- |
| 1943  | juillet   | 3          | 20         | 5       |
|       | août      | 12         | 102        | 8       |
|       | septembre | 0          |            |         |
|       | octobre   | 7          | 87         | 2       |
|       | novembre  | 7          | 104        | 19      |
|       | décembre  | 0          |            |         |
| 1944  | janvier   | 5          | 66         | 10      |
|       | février   | 23         | 364        | 31      |
|       | mars      | 26         | 375        | 24      |
|       | avril     | 17         | 237        | 86      |
|       | mai       | 34         | 390        | 108     |
|       | juin      | 2          | 47         | 65      |
|       | juillet   | 7          | 148        | 149     |
|       | août      | 3          | 117        | 39      |
|       | septembre | 1          | 12         | 7       |
| Total |           | 147        | 2069       | 553     |
Yvonne Cormeau « Annette », opérateur radio, parachutée le 22 août 1943 en Gironde, qui servit dans le Gers. Dans la nuit du 3 au 4 janvier 1944, Claude Arnault est parachuté à Créon-d'Armagnac, avec Anne-Marie Walters « Colette ». Maurice Southgate, chef du réseau STATIONER, est parachuté dans la nuit du 27/01/1944 aux environs de Lubbon, lors de l'opération Wheelwright 36 par l'Halifax du squadron 138 de la RAF. Gonzague de Saint-Geniès, chef du réseau SCHOLAR, et l'opératrice radio Yvonne Baseden, opératrice-radio du réseau SCHOLAR, sont parachutés dans la nuit du 18/03/1944 sur la DZ (zone de parachutage) de la Roulette à Herré lors de l'opération Wheelwright 64 par l'Halifax du squadron 138 de la RAF.

### Atterrissages
À renseigner

### Liaisons radio avec Londres
Les émissions-réceptions radio étaient assurées par Yvonne Cormeau (400 messages émis) et Denis Parsons (84 messages émis).
Voici quelques exemples de messages BBC convenus pour les opérations :
- « Le chef de gare a un drapeau rouge. »
- « Le soleil est devant vous. »
- « Il porte une chemise blanche »
- « La pluie ne coûte pas cher en Angleterre. »
- « La vertu est la plus belle parure de la jeune-fille. », changé en * « L'ivrognerie est un vilain défaut. »
- « La roulette est un jeu dangereux. »
- « La casserole rouge est sur la table »
- « Les pigeons sont au balcon. »
- etc.

Juste avant le débarquement en Normandie, les messages de la BBC destinés à WHEELWRIGHT ont été les suivants :
Messages d'alerte diffusés le 1er juin 1944
- Rail : « Les impôts pèsent sur les commerçants »
- Zones à contrôler : « La fée a un beau sourire » ; « Les condamnés attendent le conseil de guerre » ; « La peinture se détache par écailles » ; « Faut-il qu'un si grand cœur montre tant de faiblesse ? » ; « Elle parle à tort et à travers. » ; « Pour la première fois, l'aigle baissait la tête. » ; « L'arrosoir est percé. » ; « C'est une croix à double traverse. » ; « Loulou habite Madrid. » ; « Le blé pousse bien au Canada. » ; « Nous sommes submergés de besogne. » ; « Monsieur, dit-il, j'en suis désolé. » ; « Vous m'assommez avec vos questions. » ; « Doux comme un agneau. ».
- Guérilla : « Chanter juste, quel joli don. ».
- Télécommunications : « L'horloge est détraquée. ».

Messages d'action diffusés le 5 juin 1944 au soir
- Rail : « Les contributions indirectes coûtent cher »,
- Zones à contrôler : « Chaperon Rouge fut trop innocente. », « Les libérés se réjouissent du beau temps. », « Gertrude a un penchant pour l'aquarelle. », « L'héroïsme, c'est vaincre sa peur. », « Le silence repose. », « On connaît l'oiseau par son bec. », « Le jardinier attend la pluie », « Pourquoi n'y a-t-il plus de croisade ? », « Rodrigue ne parle que l'espagnol. », « Le seigle est brun. », « Conte-moi tes glorieux travaux », « Regretter, c'est inutile. », « Une langue indiscrète a révélé l'affaire. », « J'ai une faim de loup. ».
- Guérilla : « Il a une voix de fausset. ».
- Télécommunications : « Vive l'heure des vacances. »

## Liquidation
- Nom du liquidateur, après la guerre : Philippe de Gunzbourg

### Sources et liens externes
- Archives SHD : cote 17 P 25, HILAIRE.
- Lt. Col. E.G. Boxshall, Chronology of SOE operations with the resistance in France during world war II, 1960, document dactylographié (exemplaire en provenance de la bibliothèque de Pearl Witherington-Cornioley, consultable à la bibliothèque de Valençay). Voir sheet 42, WHEELWRIGHT CIRCUIT.
- Robert et les Ombres, film documentaire français de Jean-Marie Barrère, France 3, 2005[7].
- Hélène Bulfoni (sous la dir.), La vertu est la plus belle parure de la jeune-fille, histoire de la Résistance dans le Gabardan 1942-1944, L'Atelier des Brisants, 2009.
- Anne-Marie Walters :
  - (en) Moondrop to Gascony, Moho Books, 2009,  (ISBN 978-0-9557208-1-9)
  - (fr) Le Temps du maquis, Oxford, Basil Blackwell, 1949.
- Raymond Escholier, Maquis de Gascogne, collection « Documents d'aujourd'hui » no IV, Genève, Éditions du Milieu du Monde, 1945 ; réédition : Éditions du Bastion, 2004.
- Henri Monnet, Mémoires d'un éclectique, Éditions Garnier frères, 1980,  (ISBN 2705003142).